# Myllaena dubia
Myllaena dubia – gatunek chrząszcza z rodziny kusakowatych i podrodziny rydzenic. Zamieszkuje palearktyczną Eurazję i Afrykę Północną.

## Taksonomia
Gatunek ten opisany został po raz pierwszy w 1806 roku przez Johanna L.Ch.C. Gravenhorsta pod nazwą Aleochara dubia.

## Morfologia
Chrząszcz o wydłużonym, łódkowatym w zarysie ciele długości od 2,6 do 3,2 mm. Ubarwienie ma czarniawobrązowe do czarnego z jasnobrązowymi do brązowożółtych nasadami czułków i odnóżami. Wierzch ciała gęsto porastają jedwabiście połyskujące włoski oraz gęsto rzeźbią bardzo drobne punkty. Człony w środkowej części czułków są wyraźnie dłuższe niż szerokie. Przedplecze jest niemal półtorakrotnie szersze niż dłuższe i prawie dwukrotnie szersze od głowy. Tylna jego krawędź jest przy tylnych kątach dość mocno wykrojona, w związku czym robią one wrażenie wystających ku tyłowi. Owłosienie przedplecza kieruje się prosto ku tyłowi. Długość pokryw mierzona na szwie równa jest mniej więcej długości przedplecza. Odwłok zwęża się silnie od nasady aż po spiczasty wierzchołek. Samica ma lekko zaokrągloną i pozbawioną krótkich, spiczastych szczecinek tylną krawędź szóstego sternitu.

## Ekologia i występowanie
Owad ten zasiedla torfowiska i mokradła. Bytuje wśród mchów, napływek i pod gnijącymi szczątkami roślinnymi.
Gatunek palearktyczny. W Europie znany jest z Hiszpanii, Irlandii, Wielkiej Brytanii, Francji, Belgii, Luksemburga, Holandii, Niemiec, Szwajcarii, Austrii, Włoch, Danii, Szwecji, Norwegii, Finlandii, Estonii, Łotwy, Litwy, Polski, Czech, Słowacji, Węgier, Ukrainy, Rumunii, Grecji oraz europejskiej części Rosji. W Afryce Północnej notowany jest z Algierii. W Azji podawany jest z syberyjskiej części Rosji i Korei Północnej. Na północy wykracza daleko poza koło podbiegunowe.
Na „Czerwonej liście gatunków zagrożonych Republiki Czeskiej” umieszczony jest jako gatunek narażony na wymarcie (VU).